# Штетлер, Хайнц
Хайнц Штетлер (нем. Heinz Stettler, 1 марта 1952, Регенсдорф, Цюрих — 24 мая 2006) — швейцарский бобслеист, разгоняющий, выступавший за сборную Швейцарии в 1980-е годы. Бронзовый призёр зимних Олимпийских игр 1984 года в Сараево, чемпион Европы и мира.

## Биография
Хайнц Штетлер родился 1 марта 1952 года в городе Регенсдорф, кантон Цюрих. С юных лет полюбил спорт, пошёл в лёгкую атлетику, в частности, выступал в толкании ядра и метании диска. Активно заниматься бобслеем начал в 1981 году, присоединился в качестве разгоняющего к национальной сборной Швейцарии и вскоре стал полноправным членом команды. На чемпионате мира 1982 года в швейцарском Санкт-Морице финишировал первым в программе четырёхместных экипажей, завоевав золотую медаль. В 1983 году занял третье место на чемпионате Европы, прошедшем в Югославии. В следующем году на соревнованиях в австрийском Игльсе уже взял золото и удостоился звания чемпиона Европы.
Благодаря череде удачных выступлений в 1984 году Штетлер отправился защищать честь страны на Олимпийские игры в Сараево, где в составе команды, куда также вошли пилот Сильвио Джобеллина с разгоняющими Урсом Зальцманом и Рико Фрайермутом, завоевал бронзовую медаль. В 1985 году пополнил медальную коллекцию ещё одним золотом европейского достоинства и выиграл бронзу по итогам всех заездов на чемпионате мира в итальянской Червинии.
Продолжал выступать на высоком уровне вплоть до конца 1980-х годов, но уже менее успешно. Не сумев составить конкуренцию молодым швейцарским бобслеистам, возрастной Хайнц Штетлер принял решение завершить карьеру профессионального спортсмена. Умер в мае 2006 года от сердечного приступа.